# You Can Win If You Want
Singles de Modern Talking
You're My Heart, You're My Soul
(1984) Cheri, Cheri Lady
(1985)
You Can Win If You Want est une chanson du duo allemand Modern Talking incluse dans leur premier album studio, The 1st Album, paru le 1er avril 1985.
Le 13 mars 1985, dix-neuf jours avant la sortie de l'album, la chanson a été publiée en single. C'est le deuxième et dernier single de cet album.
La chanson a atteint la 1re place en Allemagne.